# Alle sorelle ritrovate
Alle sorelle ritrovate è il primo album di Antonietta Laterza, pubblicato nel 1975.
Si tratta di un disco di canzoni femministe tratto da un concerto con l'accompagnamento della chitarrista Nadia Gabi. Nell'album c'è una serie di brani che mettono in mostra una forte identità socioculturale femminile, tra i quali Simona (sul tema dell'amore fra donne in contrapposizione all'"eterosessualità obbligatoria" a cui spinge la società), La malcontenta (tradizionale toscana), Se ero io e La montagna.

## Tracce
LATO A
1. Simona - 2'37”
2. Cara madre - 4'37”
3. Aborto-sacrificio - 6'11”
4. Onirica - 3'13”
5. Mariarosa - 1'36”
6. Se ero io - 3'37”
7. La malcontenta - 1'50”

LATO B
1. La montagna - 4'40”
2. Mia dolce signora - 2'31”
3. Cento migliaia di anni - 2'47”
4. Dovevo dimostrare - 2'34”
5. Il complesso - 4'27”
6. Noi siamo stufe - 2'22”